# Die Hexen von Oz
Die Hexen von Oz (Originaltitel: The Witches of Oz) ist eine US-amerikanische Miniserie des Regisseurs Leigh Scott. Der Film basiert auf den Werken von L. Frank Baum.

## Handlung
Dorothy Gale aus Kansas ist eine erfolgreiche Kinderbuchautorin. Gemeinsam mit ihrem Illustrator Allen wird sie von der Agentin Billie Westbrook nach New York gebracht, da die Bücher über das Zauberland Oz verfilmt werden sollen. Jedoch erfährt sie dort, durch seltsame Geschehnisse, dass es Oz wirklich gibt und sie ihre ganzen Geschichten als Kind selbst erlebt hat. Damals hat sie auch einen magischen Schlüssel mitgebracht, den die böse Hexe des Westens für ihr Buch braucht, mit dessen Inhalt (dem Wort der Verwandlung) sie die Menschheit unterwerfen will. Der Schlüssel ist in mehreren Teilen in New York verstreut. Wie sich herausstellt ist Agentin Billie die böse Hexe. Mit dem Wort der Verwandlung verwandelt Dorothy die Hexe zurück in Billie. Als diese daraufhin weint, stirbt sie durch die Berührung mit Wasser.

## Hintergrund

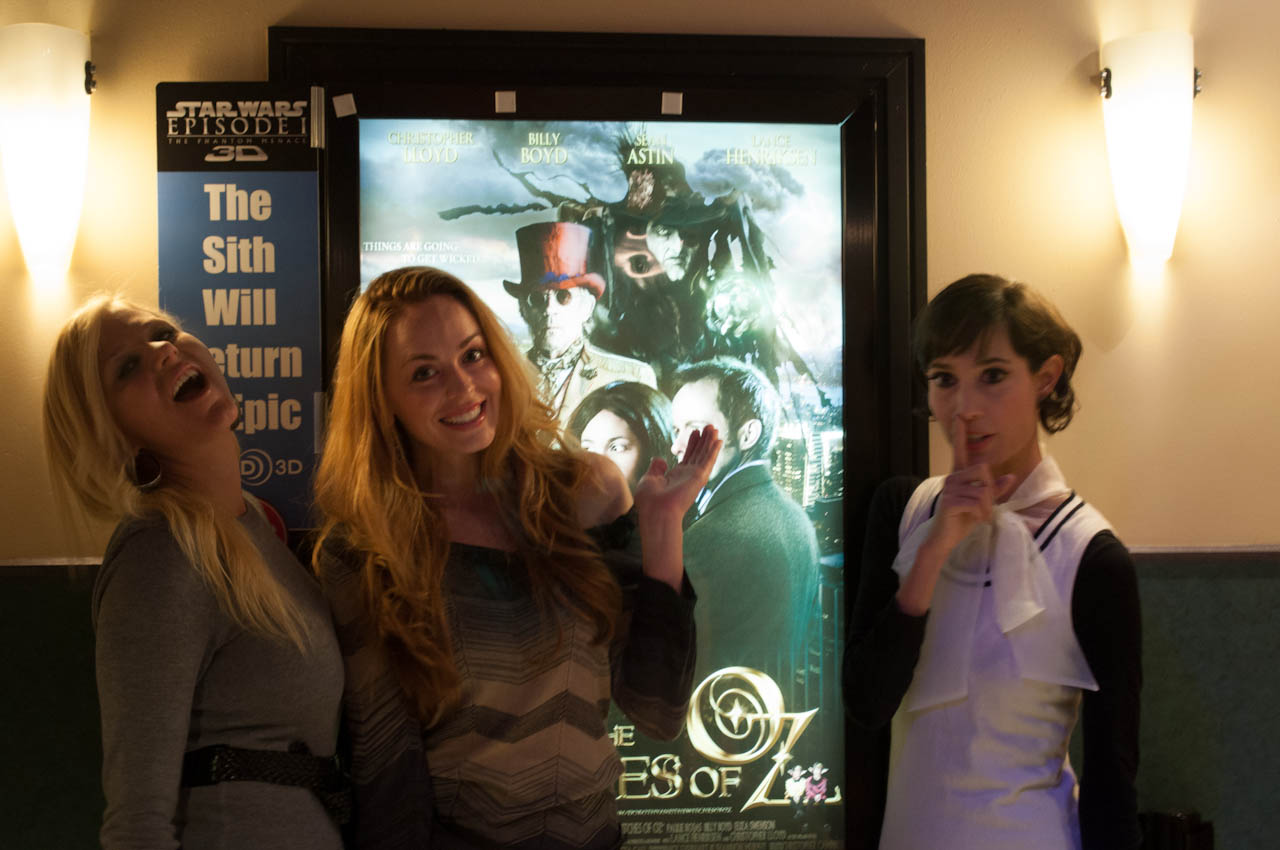
Die Hauptdarstellerinnen Noel Thurman, Eliza Swenson und Paulie Rojas (v.l.)

Die Produktion begann, während Leigh Scott Filme für das Mockbuster-Studio The Asylum machte. Gedreht wurde nur in Connecticut und New York City.
In den Vereinigten Staaten wurde der Film unter dem Titel Dorothy and the Witches of Oz in einer gekürzten Form ins Kino gebracht. Er feierte am 17. Februar 2012 Kinopremiere. Die Originalfassung wurde auf DVD in den Vereinigten Staaten am 10. April 2012 veröffentlicht.

## Kritiken
Der Film stieß auf gemischte Kritiken.

„Der prominent besetzte Film (u. a. Sean Astin, Mia Sara) erinnert eher an Das zehnte Königreich als an den großen Zauberer von Oz-Filmklassiker von 1939, ist aber billiger getrickst.“

„Hübsche Grundidee, maue Special Effects.“